# 飛天幽夢
《飛天幽夢》是由世嘉公司於1996年在世嘉土星上推出的遊戲軟體。遊戲內容是關於兩名主角進入了夢境世界，幫助名為「NiGHTS」的生物抵抗惡夢世界支配者的計畫。《飛天幽夢》是由「Sonic Team」製作，中裕司擔任製作人及主要程式設計師、大島直人則是遊戲的導演和角色設計師。製作小組透過3D的遊戲畫面、混合2D和3D的遊戲操作方式，讓玩家體驗飛行的感覺。

## 故事
每天晚上，所有人類的夢都來自夢境世界的兩個部份，夢托邦（Nightopia）和惡夢世界（Nightmare）。在夢托邦，人的個性會以各種顏色的球狀物代表，稱為「Ideya」（イデア）。然而，惡夢世界的「威茲曼」（Wizeman、ワイズマン）正在偷取睡著進入夢境世界之人的夢能量，想要藉此匯聚奪取夢托邦的力量，進而支配真實世界。為了達到這個目的，威茲曼創造了好幾隻稱為「Nightmaren」的生物，包括三隻弄臣造型般的生物，名為NiGHTS、Reala和Jackle。但是NiGHTS卻不願順從威茲曼的計劃，因此被關在夢托邦的神殿中。
某天晚上，來自「雙子市」（Twin Seeds）的一名男孩和一名女孩帶著稀少的紅色勇氣Ideya進入了夢托邦，這種Ideya是威茲曼無法偷取的。兩人用這種Ideya幫助釋放NiGHTS，並為了夢托邦的和平與威茲曼展開戰鬥。

## 角色
- 克萊瑞絲·辛克萊兒（Claris Sinclair）

年齡：14（美國）、15（日本）
克萊瑞絲是一名有才華的歌手，她的夢想是能夠登上舞台演唱。她參加了雙子市百年紀念活動的演出試唱，但在決賽時因為怯場而表現失常。克萊瑞絲對於贏得演唱機會已經不抱持任何希望，當晚在她入睡的時候，惡夢世界的邪惡力量利用了她的害怕，讓她在試唱舞台的惡夢版本上登場。從舞台上逃走的克萊瑞絲，突然發現自己身處一個蒼翠繁茂的夢之峽谷，而某人正在呼喚她請求幫助。
- 艾略特·艾得華（Elliot Edwards）

年齡：14（美國）、15（日本）
艾略特是喜歡籃球的少年，某天他和朋友在打球時，一群高年級的中學生前來挑釁，結果艾略特在球場上嚐到屈辱性的挫敗。當天晚上，他做了重現白天球場情景的惡夢，在夢中他發現被監禁的 NiGHTS。
- NiGHTS

NiGHTS 是威茲曼創造出來的「Nightmaren」。遊戲製作小組故意將 NiGHTS 設定成一個雌雄同體的角色，它穿戴著紫色的弄臣帽子和服裝，胸前則掛有鑽石。

## Christmas NiGHTS

Christmas NiGHTS 封面

Christmas NiGHTS是NiGHTS的另外一個版本，最初在1996年的冬天發行(全名是Christmas NiGHTS 冬季限定版)。Christmas NiGHTS一開始是當作NiGHTS的體驗版來發行，以免費贈送為主，發行日期僅從1996年11月22日到1997年1月31日為止。Christmas NiGHTS同時與SEGA Saturn的聖誕組合包(Christmas Saturn bundle)一起銷售。
此作的最大特色與遊戲要素是「時間」的運用。在不同的日期執行Christmas NiGHTS，遊戲的內容會有很大的變化：
- 3月1日～10月31日
一般版本(正常的Sping Valley版本)
- 11月1日～11月24日、12月26日～12月31日、1月16日～2月28日
冬季版本(進入畫面、音樂及主角服裝更換為Winter NiGHTS版本，Sping Valley的遊戲物件與背景改為Christmas NiGHTS版本)
- 11月25日～12月25日
聖誕節版本(進入畫面、音樂及主角服裝更換為Christmas NiGHTS版本，Sping Valley的遊戲物件、背景改為Christmas NiGHTS版本)
- 1月1日～1月15日
新年版本(進入畫面、音樂及主角服裝更換為New Year NiGHTS版本，主角服裝與Sping Valley的遊戲物件與背景改為Christmas NiGHTS版本)
- 2月14日(情人節)
降下來的雪會變成愛心
- 在4月1日(愚人節)
主角NiGHTS變成Reala

## 飛天幽夢：夢之旅程
2007年4月2日，SEGA宣佈將在同年冬天在Wii平台上發表飛天幽夢新作《飛天幽夢：夢之旅程》(暫譯)(NiGHTS: Journey of Dreams)。玩家將可使用Wii的遙控器Wiimote所具備的光學指標與動態感應功能來進行操作，同時也會新增許多前作所沒有的功能，並利用Wii的WiiConnect24來提供相關的網路服務。

## 資料來源
1. ↑  Get the Facts Edge Interview
2. ↑  .   [2007-04-11]. （原始内容存档于2016-03-04）. （页面存档备份，存于）
3. ↑  .   [2007-04-11]. （原始内容存档于2016-03-04）. （页面存档备份，存于）

## 外部連結
- （日語）《飛天幽夢》官方網站
- （英文） （页面存档备份，存于） — 遊戲積分排行社群
- （英文）NiGHTS into Dreams （页面存档备份，存于）（The Green Hill Zone）
- （英文）Christmas NiGHTS （页面存档备份，存于）（The Green Hill Zone）